# Bože, před tvou velebností
Bože, před tvou velebností (anglicky Holy God, We Bow Before You) je známá česká mešní píseň. Její text pochází z kancionálu Radostná cesta, nápěv ze začátku 19. století. V jednotném kancionále, v němž má přepracovaný text a upravenou melodii, je označena číslem 512. Na Slovensku je známa jako Bože, tvojej velebnosti (v Jednotném katolickém zpěvníku má číslo 239).
Má dvě sloky pro vstup, po jedné před evangeliem a při obětním průvodu, dvě k přijímání a jednu na závěr. Patřila k oblíbeným písním Antonína Dvořáka, který ji při svém pobytu ve Spojených státech hrál na varhany v kostele sv. Václava ve Spillville.